# Casae Calanae
Casae Calanae (łac. Diocesis Casensis Calanensis) – stolica historycznej diecezji we Cesarstwie rzymskim w prowincji Numidia zlikwidowana w VII w. podczas ekspansji islamskiej, w północnej Algierii. Obecnie katolickie biskupstwo tytularne. 

## Biskupi tytularni
| Lp. | Biskup                      | Funkcja                                                                | Od                   | Do               |
| --- | --------------------------- | ---------------------------------------------------------------------- | -------------------- | ---------------- |
| 1   | Jesús Agustín López de Lama | biskup–prałat Corocoro (Boliwia)                                       | 10 czerwca 1966      | 5 listopada 1977 |
| 2   | Luis Reynoso Cervantes      | biskup pomocniczy Monterrey (Meksyk)                                   | 13 kwietnia 1978     | 15 lipca 1982    |
| 3   | Manuel Mireles Vaquera      | biskup pomocniczy Durango (Meksyk)                                     | 16 października 1982 | 28 kwietnia 1988 |
| 4   | Hilário Moser               | biskup pomocniczy Olindy i Recife (Brazylia)                           | 17 sierpnia 1988     | 27 maja 1992     |
| 5   | Ricardo Valenzuela          | biskup pomocniczy Asunción (Paragwaj)                                  | 27 listopada 1993    | 24 maja 2003     |
| 6   | Patrick Pinder              | biskup pomocniczy Nassau (Bahamy)                                      | 27 czerwca 2003      | 17 lutego 2004   |
| 7   | Richard Higgins             | biskup pomocniczy archidiecezji Wojskowej Stanów Zjednoczonych Ameryki | 7 maja 2004          |                  |